# Abu as-Safa
Abu as-Safa – miejscowość w Egipcie, w muhafazie Al-Minja, w dystrykcie Abu Kurkas. W 2006 roku liczyła 4363 mieszkańców.